# Щапов Микола Петрович
Мико́ла Петро́вич Ща́пов (* 1896 — † 1968) — російський учений у галузі металознавства. Доктор технічних наук. Професор. Заслужений діяч науки і техніки РРФСР.

## Біографічні відомості
Син купця Петра Щапова.
Від 1925 року працював у Всесоюзному науково-дослідному інституті залізничного транспорту.
Під керівництвом Шапова проведено фундаментальні дослідження міцності, надійності та довговічності всіх основних залізничних конструкцій (рейок, осей колісних пар, бандажів, зварювальних конструкцій), виконано роботи з вивчення міцності, холодоломкості, ударної в'язкості матеріалів, почалося застосування методів поверхневого зміцнення деталей потягів.

## Електронні джерела
- Вчені та винахідники [Архівовано 14 липня 2014 у Wayback Machine.](рос.)